# Mélodie de la rancune
Série La Femme scorpion
La Tanière de la bête
(1973) La Nouvelle Femme scorpion : Prisonnière n° 701
(1976)
Pour plus de détails, voir Fiche technique et Distribution.
Mélodie de la rancune (女囚さそり 701号怨み節, Joshū sasori: 701-gō urami-bushi) est un film japonais réalisé par Yasuharu Hasebe, sorti en 1973.
Ce quatrième film de la série La Femme scorpion est le dernier dans lequel Meiko Kaji interprète le personnage de Nami Matsushima.

## Synopsis
Nami Matsushima est arrêté mais s'échappe pendant l'escorte. Nami est aidé par Kudō qui travaille dans un sex show club. Nami en vient à aimer Kudō, mais Kudō est emmené à la police et torturé pour avoir aidé Nami à s'échapper.

## Fiche technique
- Titre : Mélodie de la rancune
- Titre original : 女囚さそり 701号怨み節 (Joshū Sasori: 701-gō urami-bushi?)
- Titre anglais : Female Prisoner Scorpion: 701's Grudge Song
- Réalisation : Yasuharu Hasebe
- Scénario : Konami Fumio et Hiro Matsuda d'après le manga de Tōru Shinohara
- Société de production : Tōei
- Pays de production :  Japon
- Langue originale : japonais
- Format : couleur - 2,35:1 - son mono - 35 mm
- Genre : drame, thriller
- Durée : 89 minutes[3]
- Date de sortie :
  - Japon : 29 décembre 1973[3]

## Distribution
- Meiko Kaji : Nami Matsushima (Sasori)
- Masakazu Tamura : Teruo Kudō
- Yayoi Watanabe : Midori
- Toshiyuki Hosokawa (ja) : Takeshi KodamN
- Sanae Nakahara : Akiko Inagaki
- Akemi Negishi : Minamura

## Les films de la sérieLa Femme scorpion
- 1972 : La Femme scorpion (女囚７０１号 さそり, Joshū 701-gō: Sasori?) de Shun’ya Itō
- 1972 : Elle s'appelait Scorpion (女囚さそり 第４１雑居房, Joshū sasori: Dai-41 zakkyo-bō?) de Shun’ya Itō
- 1973 : La Tanière de la bête (女囚さそり けもの部屋, Joshū sasori Kemono-beya?) de Shun’ya Itō
- 1973 : Mélodie de la rancune (女囚さそり 701号怨み節, Joshū sasori: 701-gō urami-bushi?) de Yasuharu Hasebe
- 1976 : La Nouvelle Femme scorpion : Prisonnière n° 701 (新・女囚さそり 701号, Shin joshū sasori: 701-gō?) de Yutaka Kohira
- 1977 : La Nouvelle Femme scorpion : Cachot X (新・女囚さそり 特殊房X, Shin joshū sasori: Tokushubō X?) de Yutaka Kohira
- 1991 : Scorpion Woman Prisoner: Death Threat (女囚さそり 殺人予告, Joshū sasori: Satsujin yokoku?) de Toshiharu Ikeda
- 1997 : Sasori in U.S.A. de Daisuke Gotō
- 1998 : Scorpion: Double Venom (サソリ 女囚７０１号, Sasori: Joshū 701-gō?) de Ryōji Niimura
- 1998 : Scorpion: Double Venom 2 (サソリ 殺す天使, Sasori: Korosu tenshi?) de Ryōji Niimura